# Flower Label Program

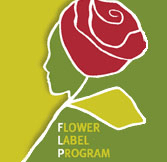
FLP-Gütesiegel

Das Flower Label Program e.V. (FLP) war ein 1999 gegründeter, gemeinnütziger Verein mit Sitz in Köln, der die Realisierung von sozial- und umweltverträglichen Bedingungen in der Schnittblumenproduktion durch die Zertifizierung von Blumenfarmen unterstützte. Der Verein ist nicht mehr aktiv. Blumenfarmen, die den FLP-Standard erfüllten, erhielten ein Gütesiegel, das Flowerlabel, das sozial und umweltgerechte Produktion signalisieren sollte.

## Organisation
Das FLP entstand aus einer Blumenkampagne von Brot für die Welt, FIAN (FoodFirst Informations- und Aktionsnetzwerk) und terre des hommes, die auf die Missstände in der Blumenproduktion aufmerksam machen wollte. 1999 schlossen sich Blumenanbaubetriebe, Handelsunternehmen, Menschenrechtsorganisationen und Gewerkschaften im FLP. Diese verschiedenen Interessensgruppen bildeten die vier Kammern des FLP Jede dieser Kammern wählte einen Vertreter in den FLP-Vorstand.
Zum Jahreswechsel 2011/2012 trennten sich die Menschenrechtsorganisation FIAN, die IG Bauen-Agrar-Umwelt sowie weitere Partner von dem Trägerverein. Als Begründung wurde angegeben, dass aufgrund zu geringer Verbreitung die wirtschaftliche Tragfähigkeit nicht gegeben sei und so die Gefahr des Missbrauchs des Siegels durch nicht zertifizierte Anbieter bestünde.

## Produktionsbedingungen und Zertifizierung
Für Schnittblumen werden in Deutschland jährlich über drei Milliarden Euro ausgegeben. Damit war Deutschland der drittgrößte Schnittblumenmarkt der Welt. 82 Prozent dieser Blumen werden über die Niederlande nach Deutschland eingeführt. Der größte Anteil dieser Importblumen stammt von Blumenplantagen in Afrika und Lateinamerika. Kenia, Ecuador, Kolumbien, Simbabwe und Tansania zählen aufgrund ihrer klimatischen Bedingungen zu den wichtigsten Produktionsländern. Dort werden Blumen jedoch nicht selten unter schwierigen sozialen Bedingungen und einer hohen Umweltbelastung produziert. Die Arbeiter auf den Blumenfarmen erhalten häufig niedrige Löhne, haben keine festen Arbeitsverträge, besitzen keine Vereinigungsfreiheit und sind den Belastungen durch Pflanzenschutzmittel ausgesetzt. 
Da Blumen keine Markenware sind und im Laden keine Herkunftsbezeichnung angegeben werden muss, können Verbraucher kaum einschätzen, woher die Blumen stammen und wie sie produziert werden. Diese Anonymität der Ware wollte das Flowerlabel durchbrechen. Das FLP bot eine Zertifizierung nach dem „Internationalen Verhaltenskodex für die Schnittblumen-, Topfpflanzen- und Schnittgrünproduktion“ (ICC) an. Blumenfarmen, die durch das FLP zertifiziert wurden, willigten ein, die universellen Menschenrechtsstandards, die Konventionen der Internationalen Arbeitsorganisation (ILO) und grundlegende Umweltstandards zu befolgen und diese Verpflichtungen auf ihre Zulieferer und Vertragspartner auszudehnen. Zentrale Kriterien der FLP-Zertifizierung waren:
- Gewerkschaftsfreiheit,
- Verbot von Kinder- und Zwangsarbeit
- Festverträge und überdurchschnittliche Sozialleistungen,
- Gesundheitsschutz und Arbeitssicherheit,
- Verantwortlicher Umgang mit natürlichen Ressourcen,
- Verbot hochgiftiger Pflanzenschutzmittel.

Die Einhaltung der Standards wurde durch Dritte geprüft. Menschenrechtsorganisationen und Gewerkschaften hatten das Recht, die Prüfung zu begleiten und Stichproben durchzuführen. Blumen, die nach dem FLP-Standard zertifiziert wurden, konnten mit einem Gütesiegel, dem Flowerlabel, dem Verbraucher eine umweltverträgliche und menschenwürdige Produktion signalisieren. 

## Handel und Preise
Das FLP konzentrierte sich ausschließlich auf die Kontrolle der Produktion. Im Unterschied zu den Produkten mit dem Fair-Trade-Siegel gab es demzufolge keinen garantierten Mindestpreise und Prämien für Erzeuger. Das Siegel signalisierte als zusätzliches Produktmerkmal, dass die vorgegebenen Produktionsstandards eingehalten wurden. 

## Verbreitung
Im Juni 2010 gab es 56 FLP-zertifizierte Betriebe in sechs Ländern: Ecuador, Chile, Deutschland, Kenia, Portugal und Sri Lanka. Dadurch gelang es nach eigenen Angaben, die Lebens- und Arbeitsbedingungen von ca. 13.000 Arbeitern direkt zu verbessern. Sie verfügten über feste Arbeitsverträge, Regelarbeitszeiten von 40 Wochenstunden, einen garantierten freien Tag pro Woche, angemessene Löhne, und schwangere Frauen erhielten zwölf Wochen bezahlten Mutterschaftsurlaub.
Nach Angaben einer der beteiligten Nichtregierungsorganisationen wurden durch das Label die Arbeitsbedingungen von insgesamt etwa 20.000 Menschen auf den Blumenplantagen durch Arbeitsverträge und Einhaltung von Sozialstandards verbessert.

## FLP bio und regional
Durch das Pilotprojekt „Blumen.natürlich“ sollten Konsumenten und Produzenten zu mehr Fairness und zu größerem Umweltbewusstsein nicht nur in den sogenannten Entwicklungsländern, sondern auch in der europäischen Produktion bewegt werden. Unter der Federführung des Flower Label Program arbeiteten erstmals deutsche Blumenproduzenten, Onlineblumenversender, das Forschungsinstitut für biologischen Landbau (FiBL), Pestizidexperten, FIAN Deutschland, die Kampagne „Fairschenk Blumen“ aus Bielefeld, die Grüne Liga Berlin und andere Partner zusammen. Gemeinsam wurden FLP-Standards für die deutsche und europäische Blumenproduktion entwickelt. Das FLP-Zertifikat wurde durch die Kriterien „FLP regional“ und „FLP bio“ ergänzt, sodass in der regionalen Produktion ein Schwerpunkt auf kurzen und umweltfreundlichen Lieferwege und/oder dem Bioanbau nach den Kriterien der deutschen Bioverbände lag. Das Projekt wurde von der Deutschen Bundesstiftung Umwelt (DBU) zu 50 Prozent co-finanziert.